# Zielony konserwatyzm
Zielony konserwatyzm – prawicowy nurt ruchu ekologicznego.

## Historia
Wczesny ruch ochrony przyrody wyrastał z reakcji na rozwój przemysłu, dewastującego zarówno środowisko naturalne jak tradycyjne stosunki społeczne, i na ogół miał charakter politycznie konserwatywny. Do pionierów tego ruchu należał Ernst Moritz Arndt, który w 1815 r. opublikował artykuł pt. „O trosce i opiece nad lasami”. W 1853 r. Wilhelm Heinrich Riehl, uczeń Arndta, opublikował pracę „Pole i las”, skierowaną przeciw industrializmowi i urbanizacji. Na przełomie XIX i XX w. w Niemczech rozwinął się ruch Lebensreform, który łączył wątki ekologiczne (m.in. rolnictwo organiczne, wegetarianizm, naturyzm) z volkizmem, nacjonalizmem i antysemityzmem; odnogami tego nurtu byli Wandervogel i Artamani. Ruch ten został w dużej mierze wchłonięty przez nazizm, w którym eksponentem tendencji ekologicznych był zarówno minister rolnictwa Richard Walther Darré jak filozof Martin Heidegger. W Polsce pionierem ochrony środowiska był Jan Gwalbert Pawlikowski, politycznie związany z Narodową Demokracją. Obecnie idee zielonego konserwatyzmu propaguje w swojej działalności dziennikarskiej i publicystycznej Jakub Wiech.

## Współczesność
Po II wojnie światowej zielona polityka została zdominowana przez zwolenników lewicy, jednak odrodził się również nurt łączący ochronę przyrody z zachowaniem tradycyjnych wartości.
Zapoczątkował go Herbert Gruhl - były deputowany CDU do Bundestagu, który w 1975 r. opublikował książkę „Plądrowana planeta” (Ein Planet wird geplündert), będącą pierwszym manifestem ruchu ekologicznego. W 1978 r. Gruhl założył Grüne Aktion Zukunft. Innym ugrupowaniem tego nurtu była Grüne Liste Schleswig-Holstein. 1979-1980 GAZ, GLSH i nacjonalistyczna Aktionsgemeinschaft Unabhängiger Deutscher uczestniczyły w założeniu niemieckiej Partii Zielonych a Gruhl, Werner Vogel i przywódca AUD August Haußleiter znaleźli się w kierownictwie tej partii. Już w marcu 1980 r. usunięto jednak Gruhla ze stanowiska przewodniczącego partii, a w czerwcu około jednej trzeciej członków opuszcza Partię Zielonych by stworzyć Ökologisch–Demokratische Partei pod kierownictwem Gruhla i Baldura Springmana. W 1990 r. Gruhl wystąpił z ÖDP i wraz ze swoim Arbeitkreis fur Ökologische Grundsatzfragen przyłączył się do bardziej prawicowej organizacji Unabhängige Ökologen Deutschlands.
Ugrupowania zielonych konserwatystów w innych krajach:
| Państwo    | Partia                                                                           |
| ---------- | -------------------------------------------------------------------------------- |
| Austria    | Vereinte Grüne Österreichs                                                       |
| Brazylia   | Partido Ecológico Nacional                                                       |
| Cypr       | Kinima Ikologon – Sinergasia Politon                                             |
| Francja    | - Niezależny Ruch Ekologiczny - Pokolenie Ekologii - Le Mouvement de la ruralité |
| Grecja     | Οικολόγοι Ελλάδας                                                                |
| Japonia    | Nowa Partia Sakigake                                                             |
| Litwa      | Litewski Związek Rolników i Zielonych                                            |
| Łotwa      | Łotewska Partia Zielonych                                                        |
| Meksyk     | Partido Verde Ecologista de México                                               |
| Portugalia | Partia Ziemi                                                                     |
| USA        | Independent Greens of Virginia                                                   |
| Włochy     | Verdi Verdi                                                                      |

Odrębny od zielonego konserwatyzmu nurt stanowi ekofaszyzm, łączący ochronę przyrody z nacjonalizmem, którego reprezentantem była np. Zielona Partia Węgier (Magyarországi Zöld Párt).